# Hokejové divize 1975/1976
Československé divize ledního hokeje 1975/1976 byly hokejové soutěže na území Československa, která byla v rámci České socialistické republiky  čtvrtou nejvyšší hokejovou soutěží a třetí nejvyšší v rámci Slovenské socialistické republiky.

## Systém soutěže
Soutěž se skládala ze 6 skupin po 8 resp. 6 účastnících. Ve skupinách se všech 8 (6) klubů utkalo čtyřkolově každý s každým (celkem 28 (20) kol). Vítězové jednotlivých skupin následně utkaly o postoupily do dalšího ročníku 2. české národní hokejové ligy. Poslední týmy z každé skupiny sestoupily do krajských přeborů.
Před začátkem soutěží odstoupily TJ Prazdroj EX Plzeň, TJ Bižuterie Jablonec nad Nisou a TJ CHS Chotěboř, které nahradily TJ ZKL Klášterec nad Ohří a TJ Baník SHD Most.

## Česká socialistická republika

### Skupina A
| Poř. | Tým                               | Z  | V  | R | P  | VB  | OB  | B  |
| ---- | --------------------------------- | -- | -- | - | -- | --- | --- | -- |
| 1.   | TJ Baník Příbram                  | 28 | 25 | 0 | 3  | 182 | 74  | 50 |
| 2.   | TJ Uhelné sklady Praha            | 28 | 23 | 1 | 4  | 164 | 80  | 47 |
| 3.   | TJ Spartak Rožmitál pod Třemšínem | 28 | 15 | 2 | 11 | 100 | 94  | 32 |
| 4.   | TJ Spartak BS Vlašim              | 28 | 11 | 1 | 16 | 104 | 120 | 23 |
| 5.   | TJ Slavoj Velké Popovice          | 28 | 10 | 3 | 15 | 94  | 116 | 23 |
| 6.   | TJ Spolana Neratovice             | 28 | 9  | 3 | 16 | 112 | 151 | 21 |
| 7.   | TJ Baník Švermov                  | 28 | 7  | 0 | 21 | 106 | 154 | 14 |
| 8.   | TJ Konstruktiva Praha             | 28 | 6  | 5 | 20 | 75  | 148 | 14 |

### Skupina B
| Poř. | Tým                      | Z  | V  | R | P  | VB  | OB  | B  |
| ---- | ------------------------ | -- | -- | - | -- | --- | --- | -- |
| 1.   | TJ Vodní stavby Tábor    | 20 | 18 | 1 | 1  | 158 | 47  | 37 |
| 2.   | TJ Kovosvit Holoubkov    | 20 | 14 | 0 | 6  | 144 | 86  | 28 |
| 3.   | TJ Spartak Lada Soběslav | 20 | 13 | 2 | 5  | 97  | 64  | 28 |
| 4.   | TJ Vlna Nejdek           | 20 | 9  | 1 | 10 | 81  | 96  | 19 |
| 5.   | TJ Hluboká nad Vltavou   | 20 | 3  | 0 | 17 | 51  | 143 | 6  |
| 6.   | TJ Sokol Bernartice      | 20 | 1  | 0 | 19 | 46  | 141 | 2  |

### Skupina C
| Poř. | Tým                       | Z  | V  | R | P  | VB  | OB  | B  |
| ---- | ------------------------- | -- | -- | - | -- | --- | --- | -- |
| 1.   | TJ Spartak Opočno         | 28 | 17 | 5 | 6  | 128 | 82  | 39 |
| 2.   | TJ Stadion Teplice        | 27 | 17 | 1 | 9  | 101 | 78  | 35 |
| 3.   | TJ Baník SHD Most         | 28 | 12 | 4 | 12 | 104 | 104 | 28 |
| 4.   | TJ DNT Kadaň              | 28 | 10 | 7 | 11 | 103 | 86  | 27 |
| 5.   | TJ Spartak Hlinsko        | 28 | 12 | 3 | 13 | 106 | 102 | 27 |
| 6.   | TJ Kovohutě Povrly        | 27 | 12 | 1 | 14 | 90  | 109 | 25 |
| 7.   | TJ Tiba Jaroměř           | 28 | 11 | 1 | 16 | 114 | 136 | 23 |
| 8.   | TJ ZKL Klášterec nad Ohří | 28 | 7  | 4 | 17 | 79  | 128 | 18 |

Zápas TJ Kovohutě Povrly -  TJ Stadion Teplice nebyl sehrán, protože na konečné pořadí nemělo vliv.

### Skupina D
| Poř. | Tým                          | Z  | V  | R | P  | VB  | OB  | B  |
| ---- | ---------------------------- | -- | -- | - | -- | --- | --- | -- |
| 1.   | TJ Lokomotiva Pramet Šumperk | 28 | 20 | 3 | 5  | 143 | 72  | 43 |
| 2.   | TJ Nový Jičín                | 28 | 15 | 4 | 9  | 108 | 92  | 34 |
| 3.   | TJ Tatra Vagónka Studénka    | 28 | 15 | 3 | 10 | 97  | 83  | 33 |
| 4.   | TJ Baník OKD Ostrava         | 28 | 14 | 2 | 12 | 110 | 83  | 30 |
| 5.   | TJ Žďas Žďár nad Sázavou     | 28 | 11 | 4 | 13 | 115 | 114 | 26 |
| 6.   | TJ Spartak Nedvědice         | 28 | 8  | 4 | 16 | 107 | 135 | 20 |
| 7.   | VTJ Dukla Valašské Meziříčí  | 28 | 9  | 2 | 17 | 103 | 140 | 20 |
| 8.   | TJ Slavia Kroměříž           | 28 | 8  | 2 | 18 | 97  | 161 | 18 |

Týmy TJ Baník Příbram, TJ Vodní stavby Tábor a TJ Lokomotiva Pramet Šumperk postoupily do dalšího ročníku 2.ČNHL. TJ Spartak Opočno postup odmítla.
Týmy TJ Slavia Kroměříž, TJ Baník Švermov a TJ Konstruktiva Praha sestoupily do krajských přeborů. Nahradily je kluby, jež uspěly v kvalifikaci TJ Karbo Benátky nad Jizerou, TJ Technické služby Děčín, TJ Modeta Jihlava, SK Mariánské Lázně a TJ Slavoj Český Krumlov.

## Slovenská socialistická republika

### Skupina západ
| Poř. | Tým                        | Z  | V  | R | P  | VB  | OB  | B  |
| ---- | -------------------------- | -- | -- | - | -- | --- | --- | -- |
| 1.   | TJ TS Topoľčany            | 30 | 26 | 2 | 2  | 273 | 48  | 54 |
| 2.   | TJ Banské stavby Prievidza | 30 | 19 | 2 | 9  | 147 | 109 | 40 |
| 3.   | TJ Slávia UK Bratislava    | 30 | 18 | 2 | 10 | 168 | 113 | 38 |
| 4.   | TJ PPS Detva               | 30 | 12 | 2 | 6  | 128 | 63  | 18 |
| 5.   | TJ Baník Kremnica          | 30 | 5  | 3 | 22 | 97  | 198 | 13 |
| 6.   | TJ Fortuna Trnava          | 30 | 3  | 3 | 24 | 74  | 257 | 9  |

### Skupina východ
| Poř. | Tým                                 | Z  | V  | R | P  | VB  | OB  | B  |
| ---- | ----------------------------------- | -- | -- | - | -- | --- | --- | -- |
| 1.   | TJ Lokomotíva Bane Spišská Nová Ves | 30 | 29 | 1 | 0  | 251 | 30  | 59 |
| 2.   | VTJ Dukla Michalovce                | 29 | 16 | 4 | 9  | 131 | 96  | 36 |
| 3.   | TJ Gumárne 1. mája Púchov           | 29 | 14 | 2 | 13 | 131 | 143 | 30 |
| 4.   | TJ Slovan Levoča                    | 29 | 10 | 2 | 17 | 110 | 176 | 22 |
| 5.   | TJ Družstevník Letanovce            | 30 | 10 | 1 | 19 | 120 | 175 | 21 |
| 6.   | TJ Slovan Smižany                   | 29 | 3  | 2 | 24 | 60  | 183 | 8  |

Tabulky nejsou úplné.

### O postup
TJ Lokomotíva Bane Spišská Nová Ves - TJ TS Topoľčany ?:?
Tým TJ Lokomotíva Bane Spišská Nová Ves postoupil do dalšího ročníku 1. SNHL. Nahradil je sestupující tým TJ Spartak BEZ Bratislava.
Z důvodu rozšíření nikdo nesestoupil, pz krajských přeborů postoupily týmy TJ Slávia Ekonóm Bratislava, TJ Slávia Ekonóm Bratislava, TJ Poľnohospodár Brusno, TJ ZVL Považská Bystrica, TJ Iskra Partizánske, TJ Jarovnice a  TJ Slovan Solivar.